# Drepananthus apoensis
Drepananthus apoensis är en kirimojaväxtart som beskrevs av Adolph Daniel Edward Elmer. Drepananthus apoensis ingår i släktet Drepananthus och familjen kirimojaväxter. Inga underarter finns listade i Catalogue of Life.